# Regione di Mwanza
La regione di Mwanza è una regione della Tanzania; prende il nome dal suo capoluogo, Mwanza.
Dal 2012, con l'istituzione delle regioni di Geita e Simiyu, il territorio della regione di Mwanza è stato ridotto in loro favore.

## Distretti

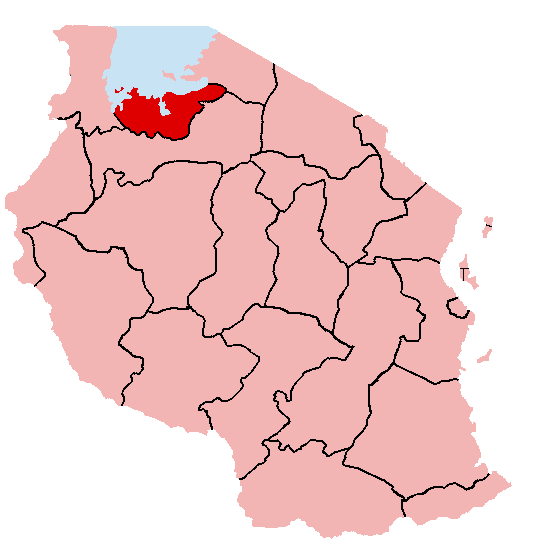
Il Territorio della regione di Mwanza prima dell'istituzione delle regioni di Geita e Simiyu

La regione è divisa amministrativamente in 7 distretti:
- Ilemela
- Kwimba
- Magu
- Misungwi
- Nyamagana
- Sengerema
- Ukerewe